# Gondrecourt-Aix
Gondrecourt-Aix – miejscowość i gmina we Francji, w regionie Grand Est, w departamencie Meurthe i Mozela.
Według danych na rok 1990 gminę zamieszkiwały 143 osoby, a gęstość zaludnienia wynosiła 12 osób/km² (wśród 2335 gmin Lotaryngii Gondrecourt-Aix plasuje się na 902. miejscu pod względem liczby ludności, natomiast pod względem powierzchni na miejscu 481.).

## Galeria

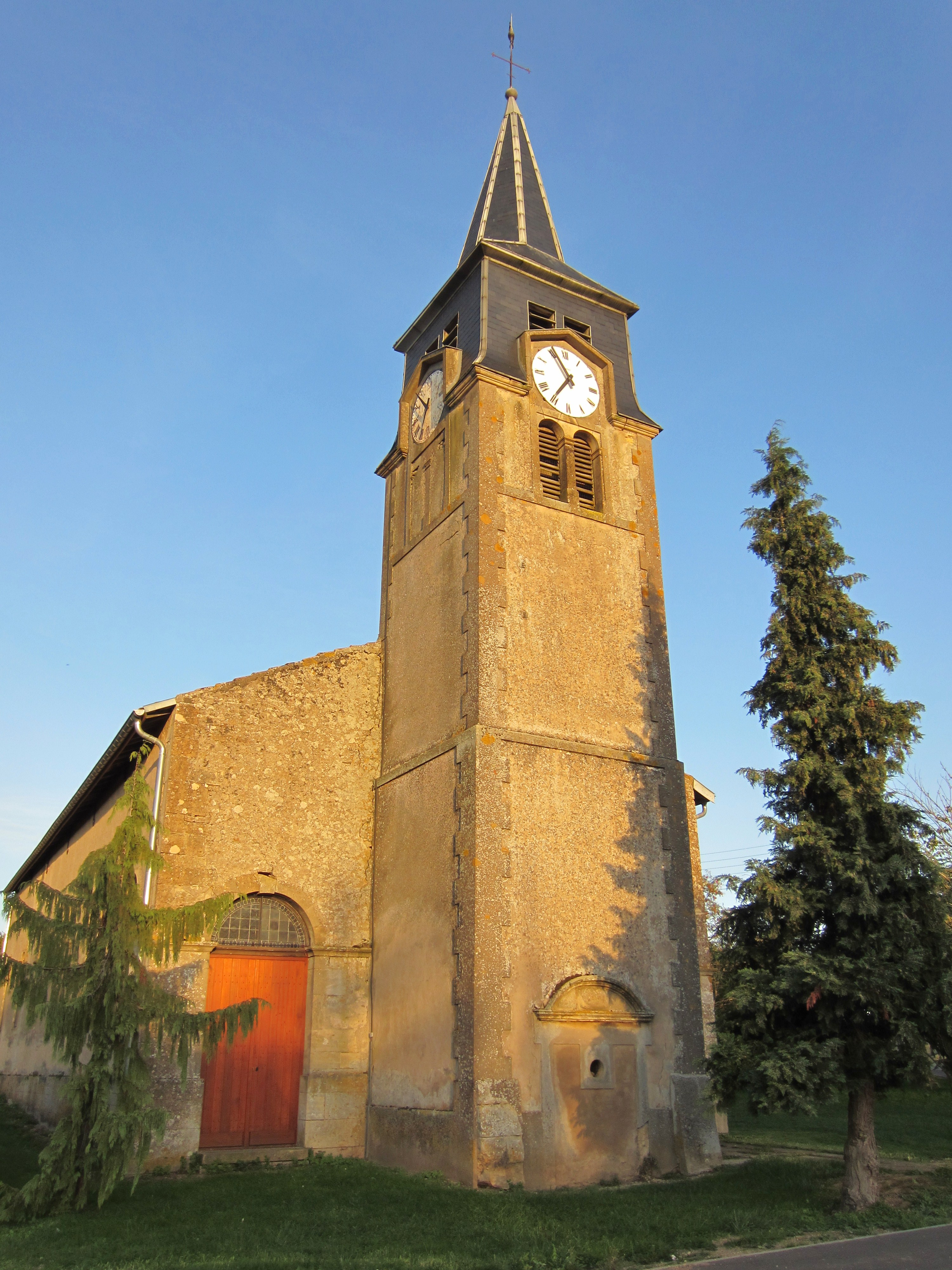
Kościół św. Sebastiana w Gondrecourt-Aix (2011)
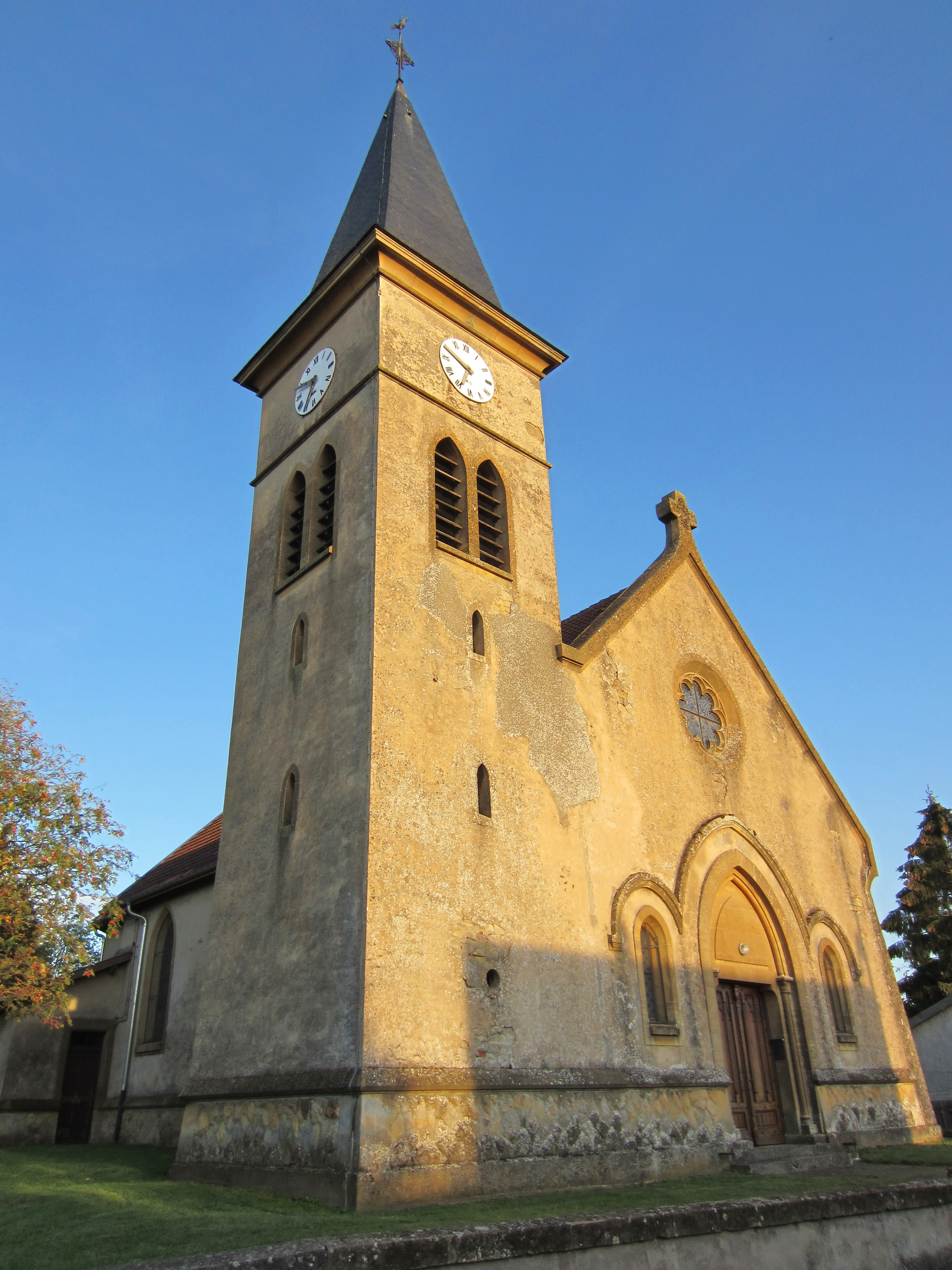
Kościół św. Trójcy w Gondrecourt-Aix (2011)
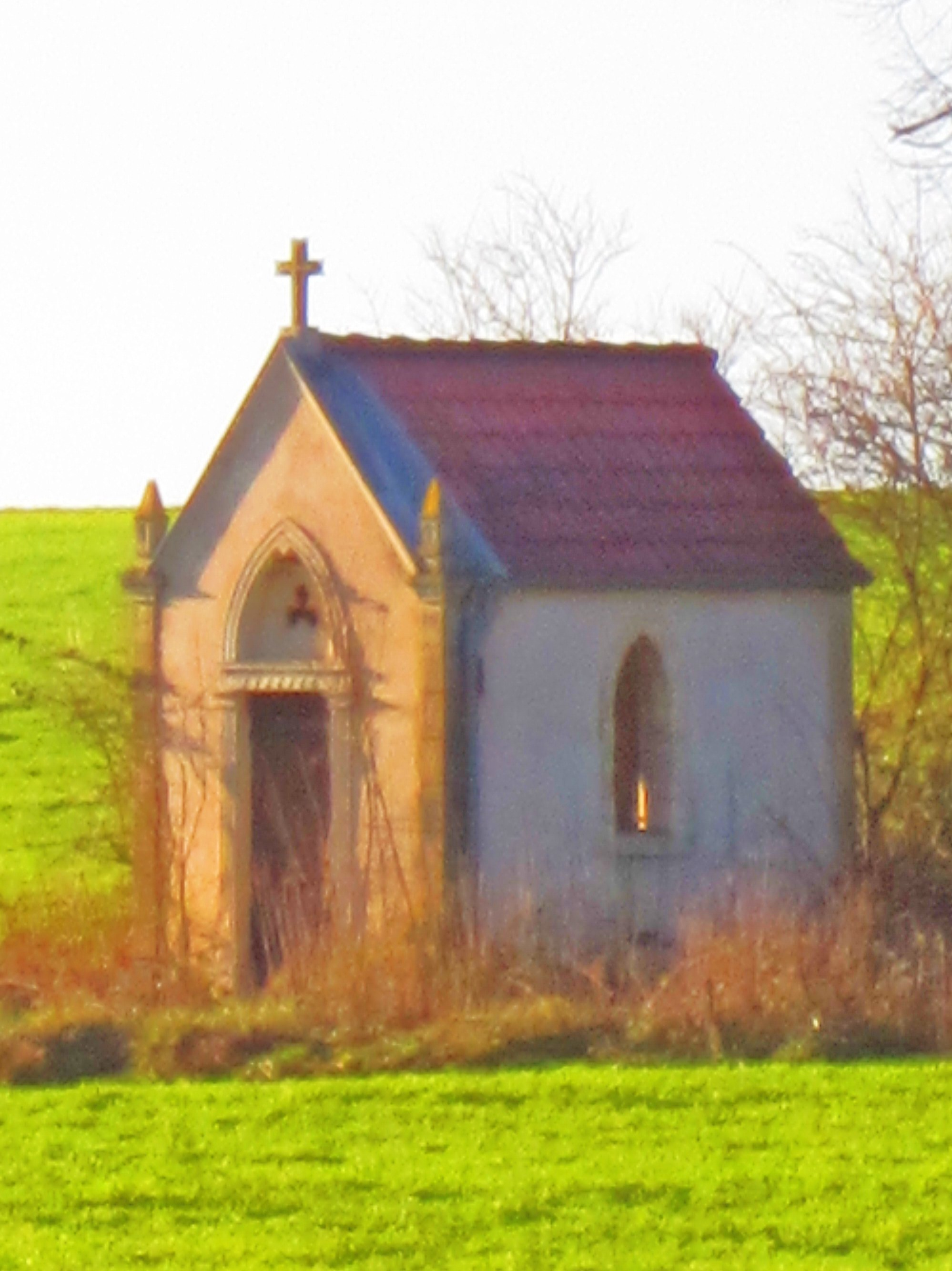
Kaplica Matki Bożej w Gondrecourt-Aix (2012)

## Populacja

Populacja Gondrecourt-Aix w latach 1962–2008